# Jurinea levieri
Jurinea levieri là một loài thực vật có hoa trong họ Cúc. Loài này được Albov mô tả khoa học đầu tiên năm 1894.